# Igreja de Nossa Senhora do Parto

Incêndio no Recolhimento de Nossa Senhora do Parto, em 23 de agosto de 1789. Pintura de Francisco Muzzi.

A Igreja de Nossa Senhora do Parto do Rio de Janeiro teve origem na compra de terras, em 16 de janeiro de 1649, pelo carpinteiro João Fernandes, pardo, natural da Ilha da Madeira, para levantar capela consagrada a Nossa Senhora.
A igreja iria adquirir grande notoriedade no século XVIII, sobretudo pela construção a ela anexa do famoso Recolhimento do Parto. Joaquim Manuel de Macedo, como o Santuário Mariano, dá para a iniciativa de João Fernandes o ano de 1653 mas a edificação se iniciara mesmo em 1649.
Em época recente, a igreja, na esquina das ruas São José e atual Rodrigo Silva, duas vezes remodelada, foi demolida.